# Campeonato Peruano de Fútbol de 1954
El Campeonato Peruano de Fútbol de 1954, denominado como «XXXVIII Campeonato Profesional», fue la edición número 38 de la Primera División del Perú y tuvo diez equipos participantes. Alianza Lima logró otro campeonato más en su palmarés, mientras que Carlos Concha perdió la categoría.

## Sistema de competición
Los diez equipos participantes disputan el campeonato bajo un sistema de liga típico. Vale decir, a dos ruedas en partidos de ida y vuelta, luego de las cuales el equipo que lograra mayor puntaje se coronaría campeón y el equipo que obtuviese menos puntos descendería automáticamente a Segunda División. 
Se otorgaban 2 puntos por partidos ganados, 1 punto por partidos empatados y 0 puntos por partidos perdidos.

## Ascensos y descensos
| Posición | Ascendido de Segunda División 1953 |
| -------- | ---------------------------------- |
| 1º       | Carlos Concha                      |

| Posición | Descendido de Primera División 1953 |
| -------- | ----------------------------------- |
| 10º      | Unión Callao                        |

## Equipos participantes
| Club                      | Ciudad | Entrenador           |
| ------------------------- | ------ | -------------------- |
| Alianza Lima              | Lima   | Adelfo Magallanes    |
| Atlético Chalaco          | Callao | Francisco Villegas   |
| Carlos Concha             | Callao | Germán Cáceres       |
| Centro Iqueño             | Lima   | Roberto Scarone      |
| Ciclista Lima             | Lima   | Ángel Fernández Roca |
| Deportivo Municipal       | Lima   | Segundo Castillo     |
| Mariscal Sucre            | Lima   | Carlos Iturrizaga    |
| Sport Boys                | Callao | Alfonso Huapaya      |
| Sporting Tabaco           | Lima   | César Viccino        |
| Universitario de Deportes | Lima   | Arturo Fernández     |

## Tabla de posiciones
| P  | Equipo                    | PJ | PG | PE | PP | GF | GC | DG  | Ptos |
| -- | ------------------------- | -- | -- | -- | -- | -- | -- | --- | ---- |
| 1  | Alianza Lima              | 18 | 12 | 3  | 3  | 45 | 27 | +18 | 27   |
| 2  | Sporting Tabaco           | 18 | 11 | 2  | 4  | 41 | 32 | +9  | 24   |
| 3  | Universitario de Deportes | 18 | 9  | 3  | 6  | 38 | 26 | +12 | 21   |
| 4  | Centro Iqueño             | 18 | 7  | 6  | 5  | 25 | 22 | +3  | 20   |
| 5  | Ciclista Lima             | 18 | 9  | 1  | 8  | 26 | 24 | +2  | 19   |
| 6  | Atlético Chalaco          | 18 | 6  | 5  | 7  | 36 | 31 | +5  | 17   |
| 7  | Sport Boys                | 18 | 5  | 6  | 7  | 22 | 29 | -7  | 16   |
| 8  | Deportivo Municipal       | 18 | 6  | 3  | 9  | 27 | 33 | -6  | 15   |
| 9  | Mariscal Sucre            | 18 | 5  | 2  | 11 | 26 | 33 | -7  | 12   |
| 10 | Carlos Concha             | 18 | 3  | 3  | 12 | 18 | 47 | -29 | 9    |

PJ = Partidos jugados; PG = Partidos ganados; PE = Partidos empatados; PP = Partidos perdidos; GF = Goles a favor ; GC = Goles en contra; DG = Diferencia de goles; Pts = Puntos
|  | Campeón                          |
|  | Descenso a Segunda División 1955 |
|                          |
| Campeón Nacional         |
| Alianza Lima 10.º título |

## Goleadores
| Jugador               | Equipo           | Goles |
| --------------------- | ---------------- | ----- |
| Vicente Villanueva    | Sporting Tabaco  | 14    |
| Gualberto Bianco      | Atlético Chalaco | 13    |
| Alberto Loret de Mola | Centro Iqueño    | 12    |
| José Abán             | Mariscal Sucre   | 11    |
| Faustino Delgado      | Sporting Tabaco  | 11    |
| Félix Mina            | Carlos Concha    | 10    |
| Óscar Gómez Sánchez   | Alianza Lima     | 10    |
| Roque Valsecchi       | Ciclista Lima    | 10    |